# Полемарх (философ)
Полемарх (др.-греч. Πολέμαρχος; V век до н. э. — 404 г. до н. э.) — древнегреческий философ. Сын купца Кефала. Брат знаменитого афинского оратора и логографа Лисия. Один из участников диалога Платона «Государство».

## Биография
Вероятно родился в Сиракузах. Сын владельца большой оружейной мастерской Кефала. Имеет двух братьев (Лисий и Евтидем) и одну сестру (имя неизвестно). Был женат и на моменте «Государства» был законным владельцем дома, в котором происходит диалог. Увлекался философией.
Во времена политических потрясений и правления Тридцати тиранов, Полемарх попал в немилость, как богатый метэк. В отличие от брата Лисия, Кефал не успел убежать из города, поэтому был казнен через употребление ядовитой цикуты в 404 году до н. э. При этом казнь происходила без суда и выдвижения обвинений. Правление Тридцати запретили проводить похороны ни в одном из трёх домов, принадлежавших семье. В итоге родные были вынуждены снять сарай, чтобы подготовить тело к погребению.